# Mitch Larkin
Mitchell James "Mitch" Larkin (Buderim, 9 de julho de 1993) é um nadador australiano, medalhista olímpico.

## Carreira

### Rio 2016
Larkin competiu nos Jogos Olímpicos de 2016 conquistando a medalha de prata nos 200 metros costas e de bronze no revezamento 4x100 m medley.